# Église Saint-Christophe de Baron
Pour les articles homonymes, voir Église Saint-Christophe.
L'église Saint-Christophe est une église catholique située dans la commune de Baron, dans le département de la Gironde, en France.

## Localisation
L'église est située  au cœur de la commune de Baron.

## Historique
L'église Saint-Christophe, qui date du XIe siècle, était un prieuré attaché à l'abbaye de La Sauve-Majeure. L'église est citée pour la première fois entre 1095 et 1102 dans le grand cartulaire de l'abbaye. Elle y apparaît acquise avant 1086.
La partie romane est un chevet en hémicycle et une chapelle basse dédiée à saint Jacques. Leurs murs sont élevés en petits moellons irréguliers disposés en lit, associés à du moyen appareil pour les contreforts.
Au milieu du XIIe siècle, des voûtes sont lancées sur l'abside et sa travée droite. Trois baies circulaires sont percées dans la voûte afin d'éclairer un chœur rendu aveugle par la pose du recouvrement masquant les fenêtres du XIe siècle. Il y a aussi des traces de remaniements sur l'ouest de l'église qui ont été faits au cours du XIVe siècle.
Au XIXe siècle, les oculi de l'abside sont remplacés par des ouvertures en plein-cintre. Récemment, ces dernières ont été, à leur tour, modifiées afin de restituer au sanctuaire son aspect du XIIe siècle. Des vitraux de style moderne ont été placés dans les oculi.
La crypte est restaurée à partir de 1861. L'année suivante, une sacristie est construite au nord du chevet.
De très importants travaux sont réalisés dans la nef à partir de 1899. Ils concernent le surhaussement des murs de la nef, le percement de nouvelles fenêtres et le remplacement du lambris par une voûte en béton armé.
Avant les restaurations modernes, l'église possédait un clocher-mur pignon à deux baies campanaires, élevé à la fin de l'époque gothique. En 1908, le clocher-mur est remplacé par un nouvel ouvrage de style néo-roman.
Sur le mur sud de l'église se trouvent les vestiges de plusieurs cadrans canoniaux. Le monument aux morts de Baron se trouve dans le cimetière.

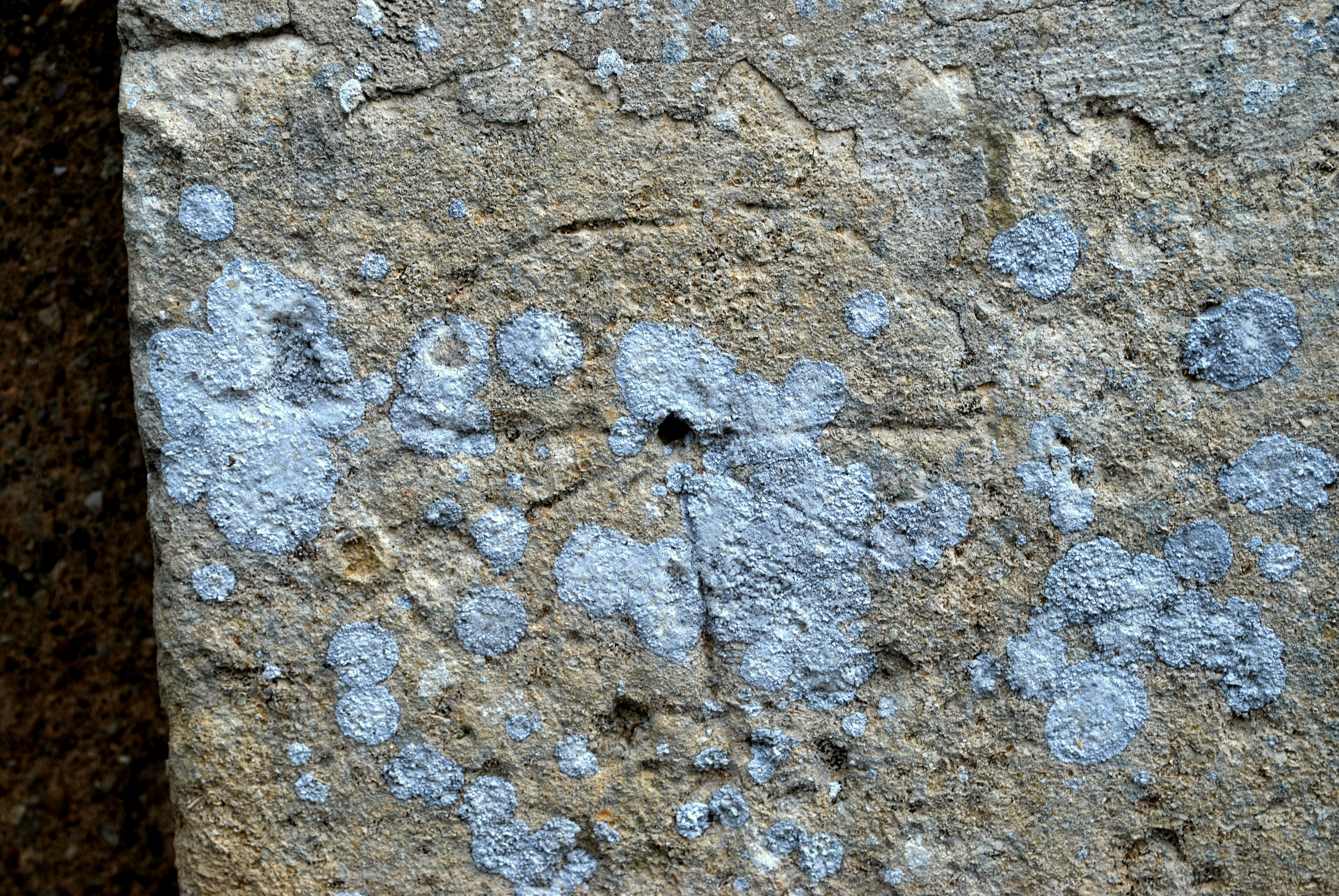
Cadran canonial
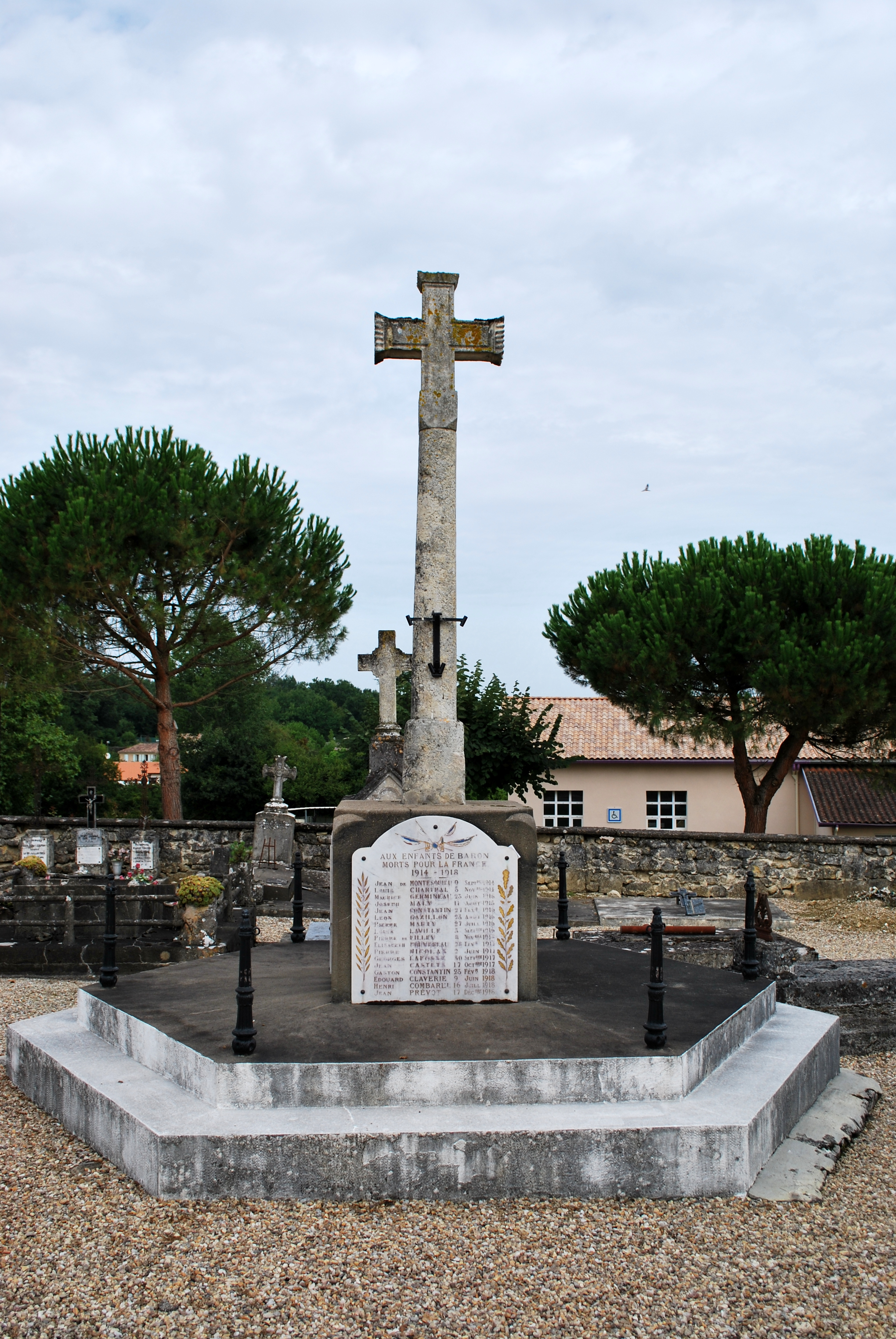
Monument aux morts.

L'édifice est classé au titre des monuments historiques en 1908 pour sa crypte et inscrit en 2002 pour le reste de l'édifice.

## Description

### La crypte

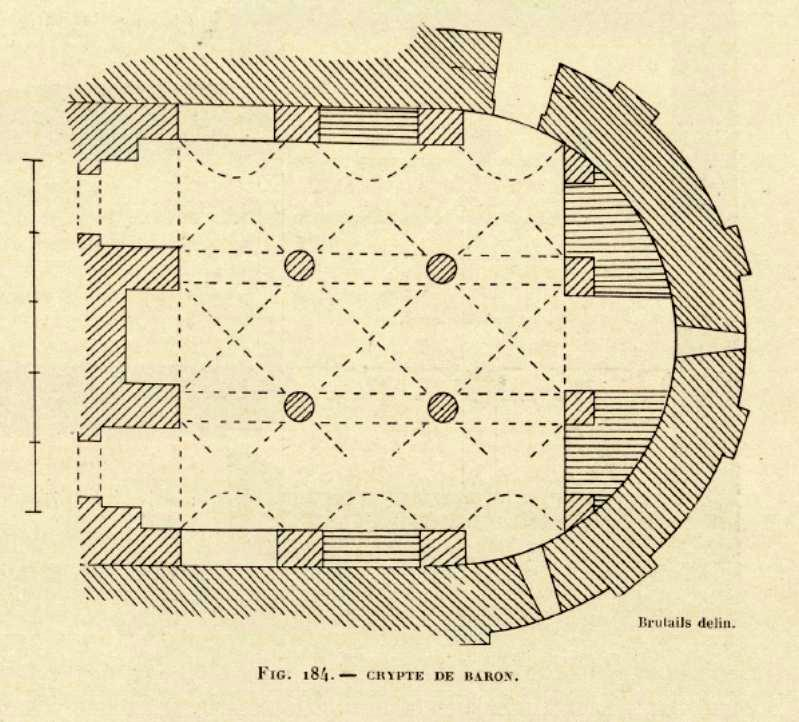
Baron Crypte (plan de Jean-Auguste Brutails).

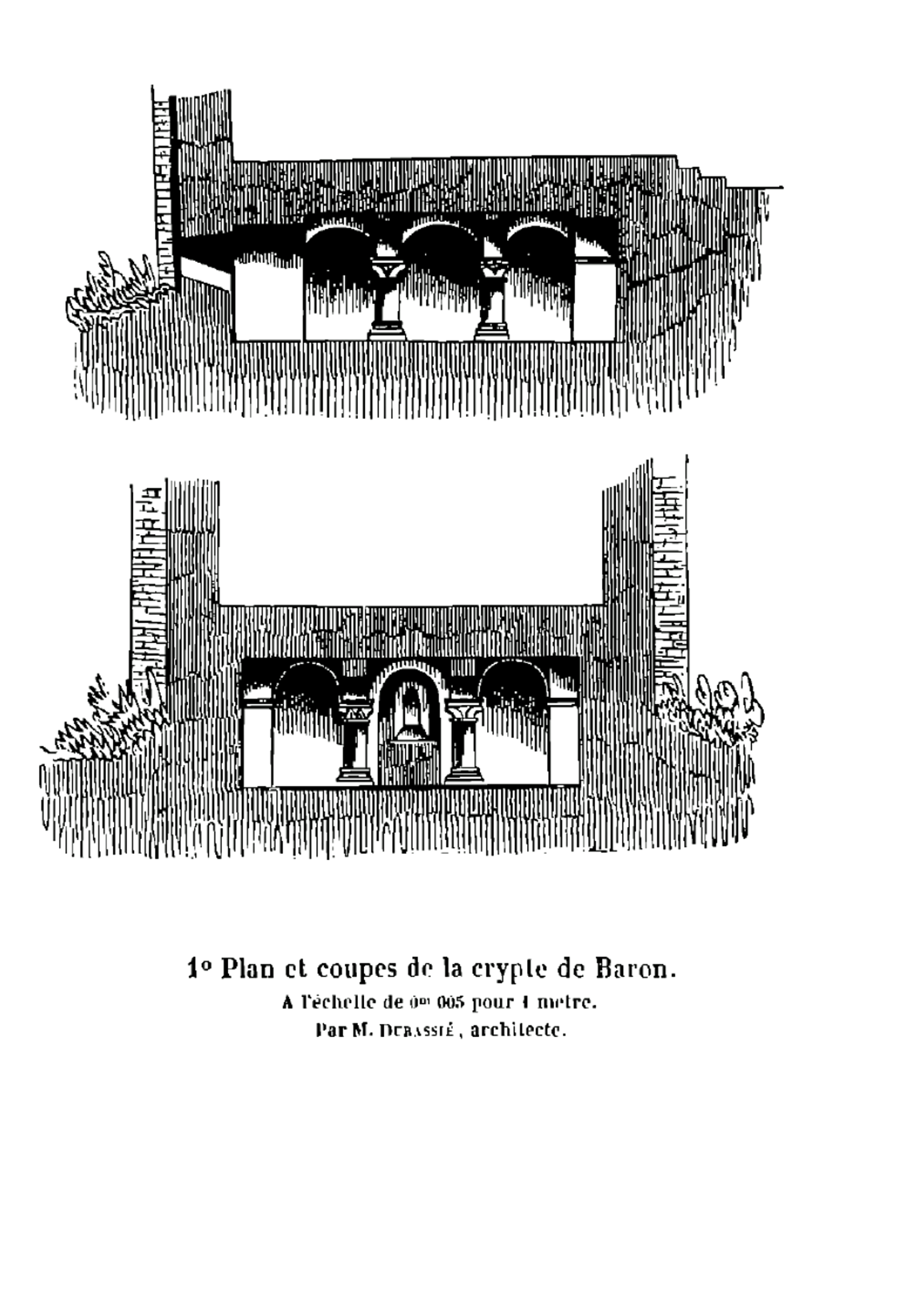

La chapelle est à demi enterrée par l'exhaussement progressif du sol du cimetière. Cette crypte, très exiguë (5,40 m x 5,40 m), est divisé en trois vaisseaux par quatre courtes et épaisses colonnes circulaires. Elle est en voûte d'arêtes. Le décor des chapiteaux est très simple : des formes géométriques ou végétaux. Trois des chapiteaux sont anciens, un est moderne.
Le crypte possède également une veyrine, un trou étroit par lequel on faisait passer le corps des enfants que l'on souhaitait guérir de diverses maladies. Cette pratique était fréquente en Aquitaine et date d'un époque pré-romane.
A l'extrémité ouest de la crypte, on distingue les anciens accès qui la reliaient à l'église. On y accède aujourd'hui par l'extérieur.
Il existe quatre cryptes en Gironde. L'une à Bordeaux, à la basilique Saint-Seurin et les autres à Bourg dans les vestiges de l'église Saint-Saturnin de la Libarde, à Saint-Ciers-d'Abzac dans l'église Saint-Cyr et ici, à Baron.

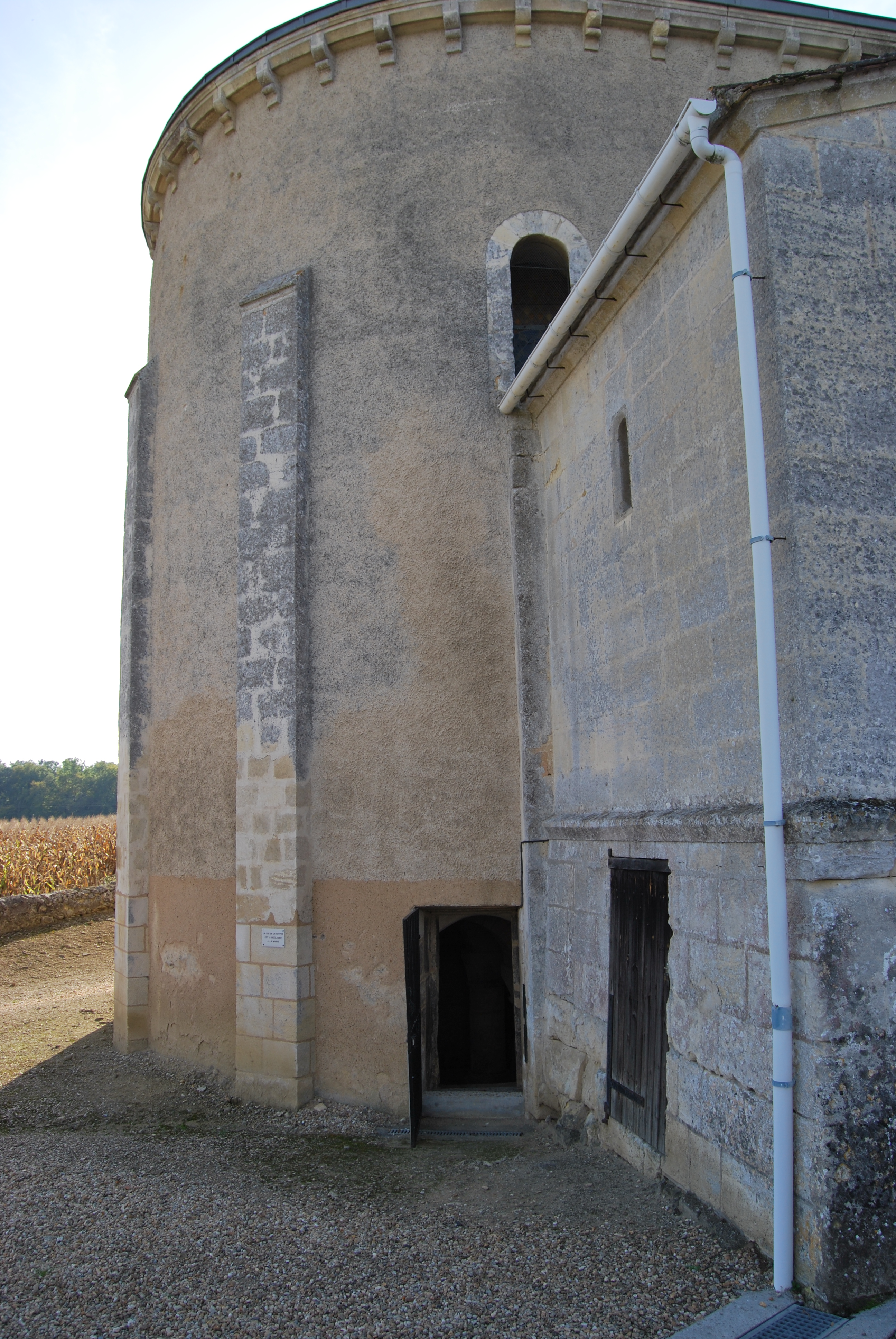
L'entrée de la crypte
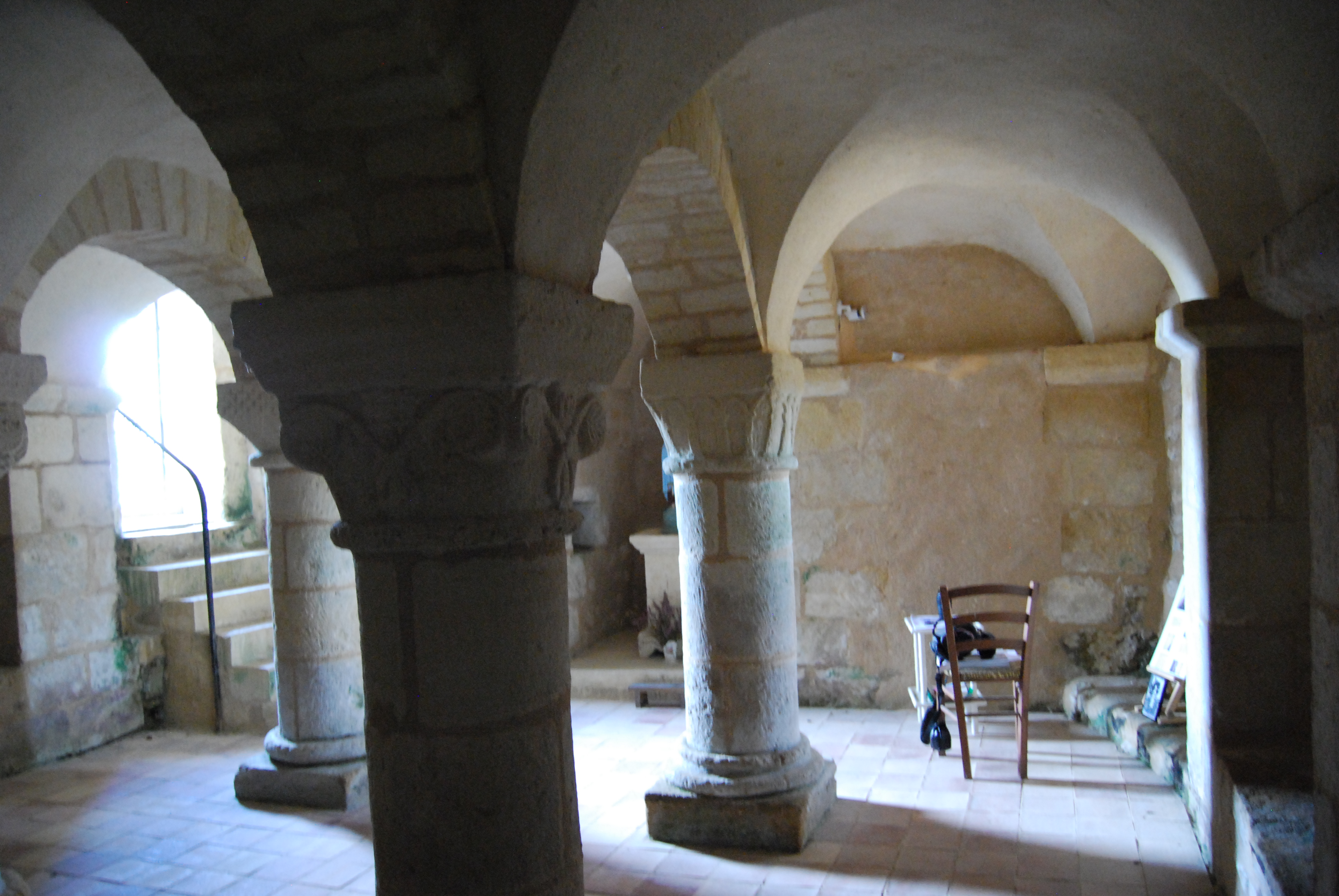
La crypte
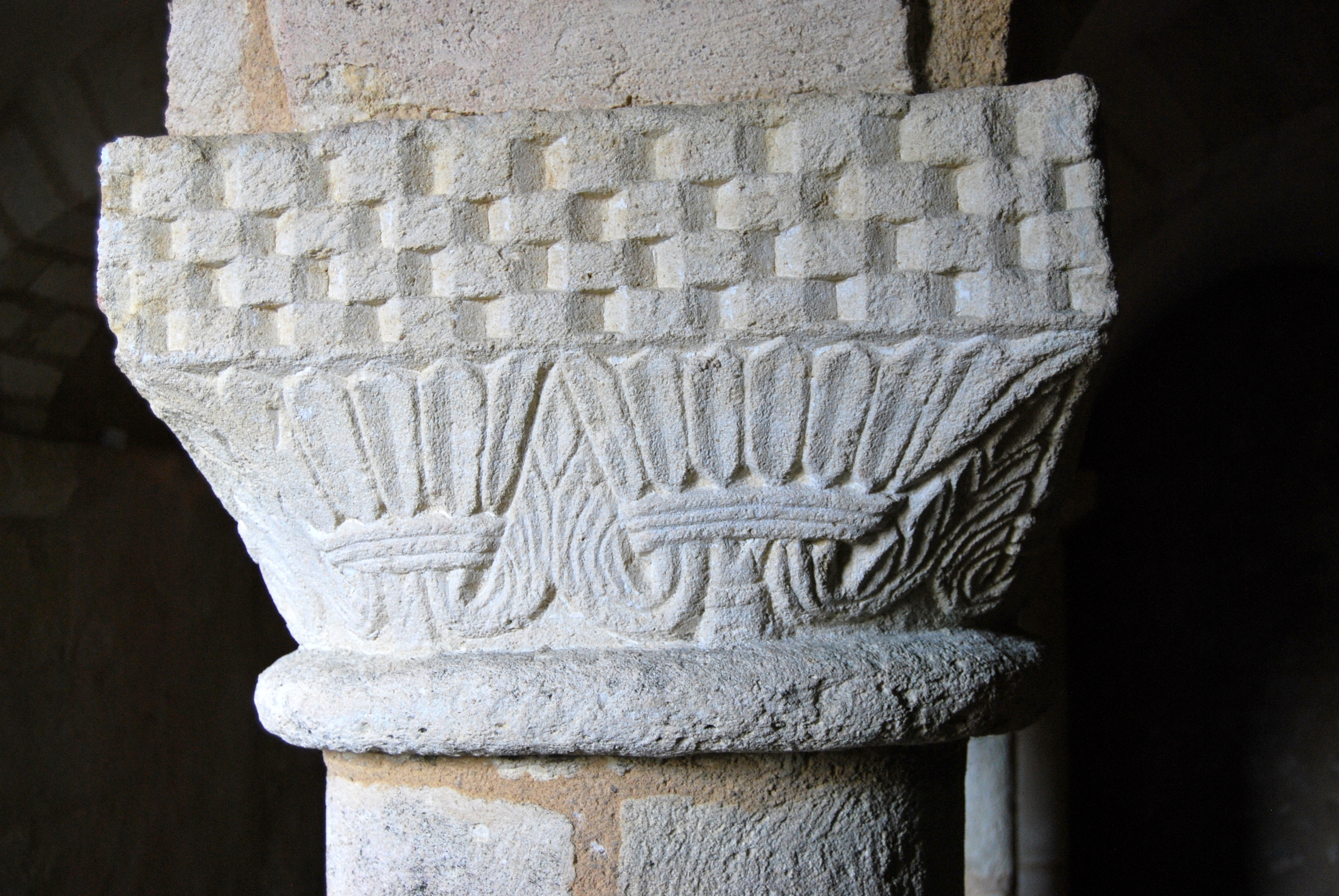
Chapiteau 1 de la crypte
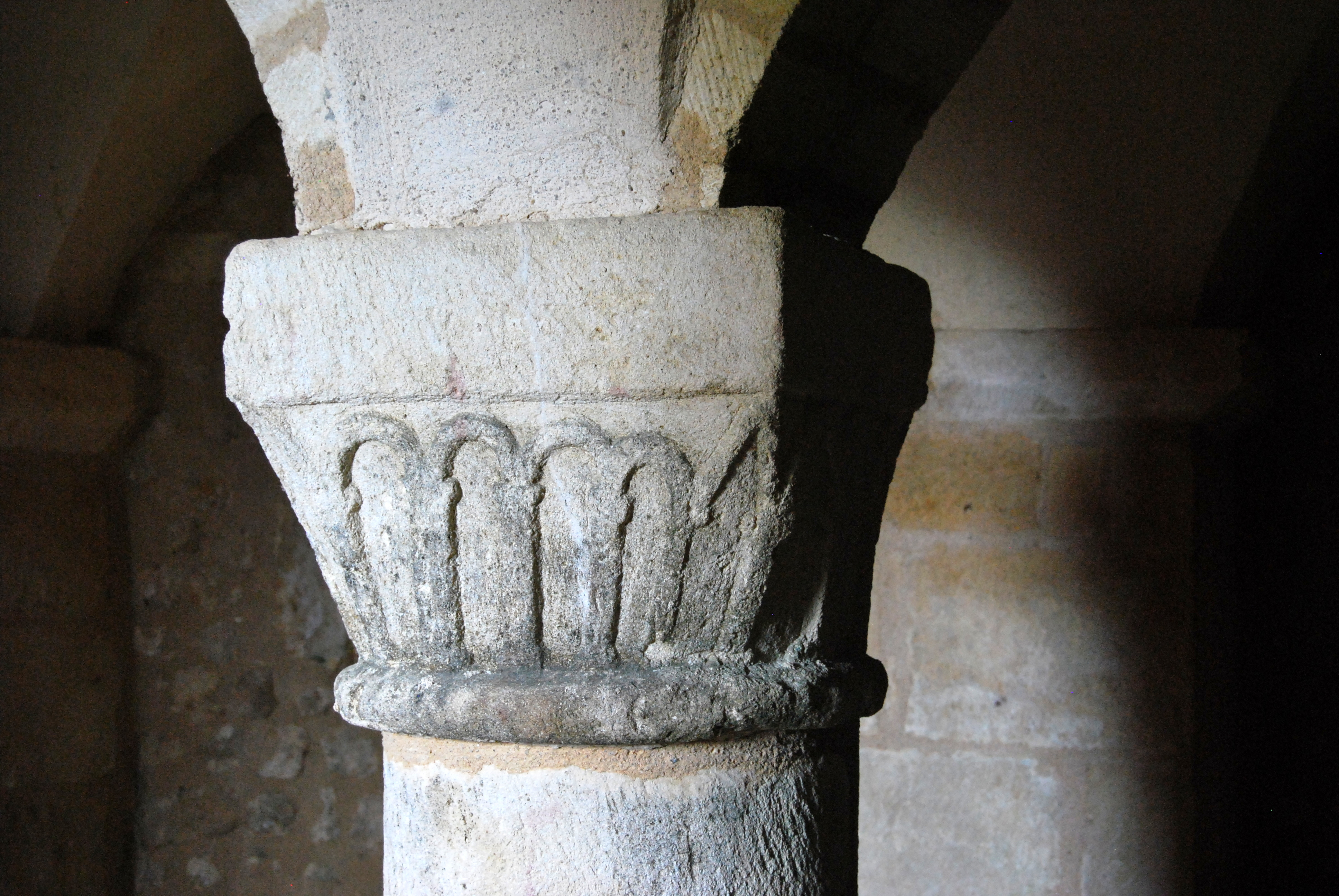
Chapiteau 2 de la crypte
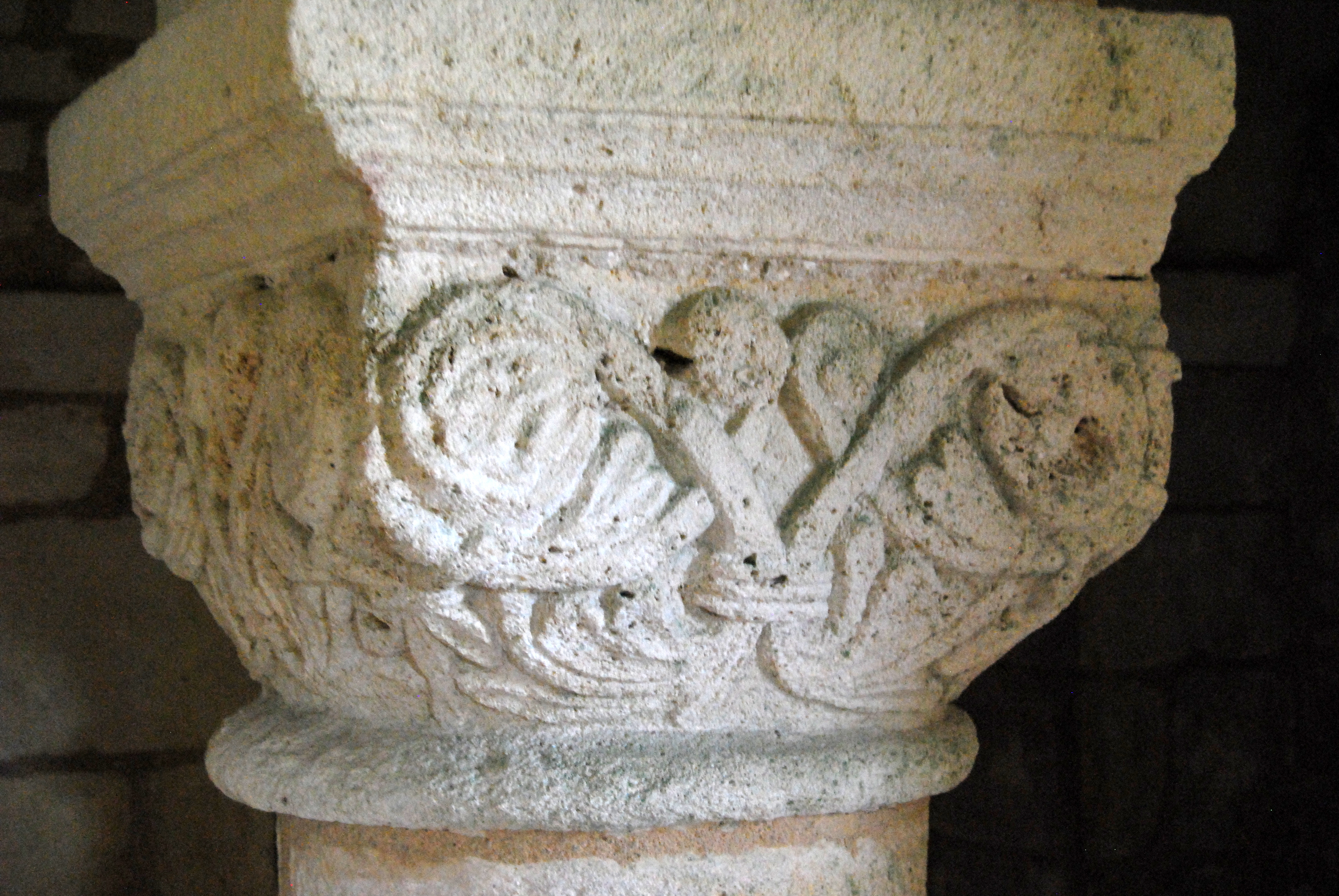
Chapiteau 3 de la crypte
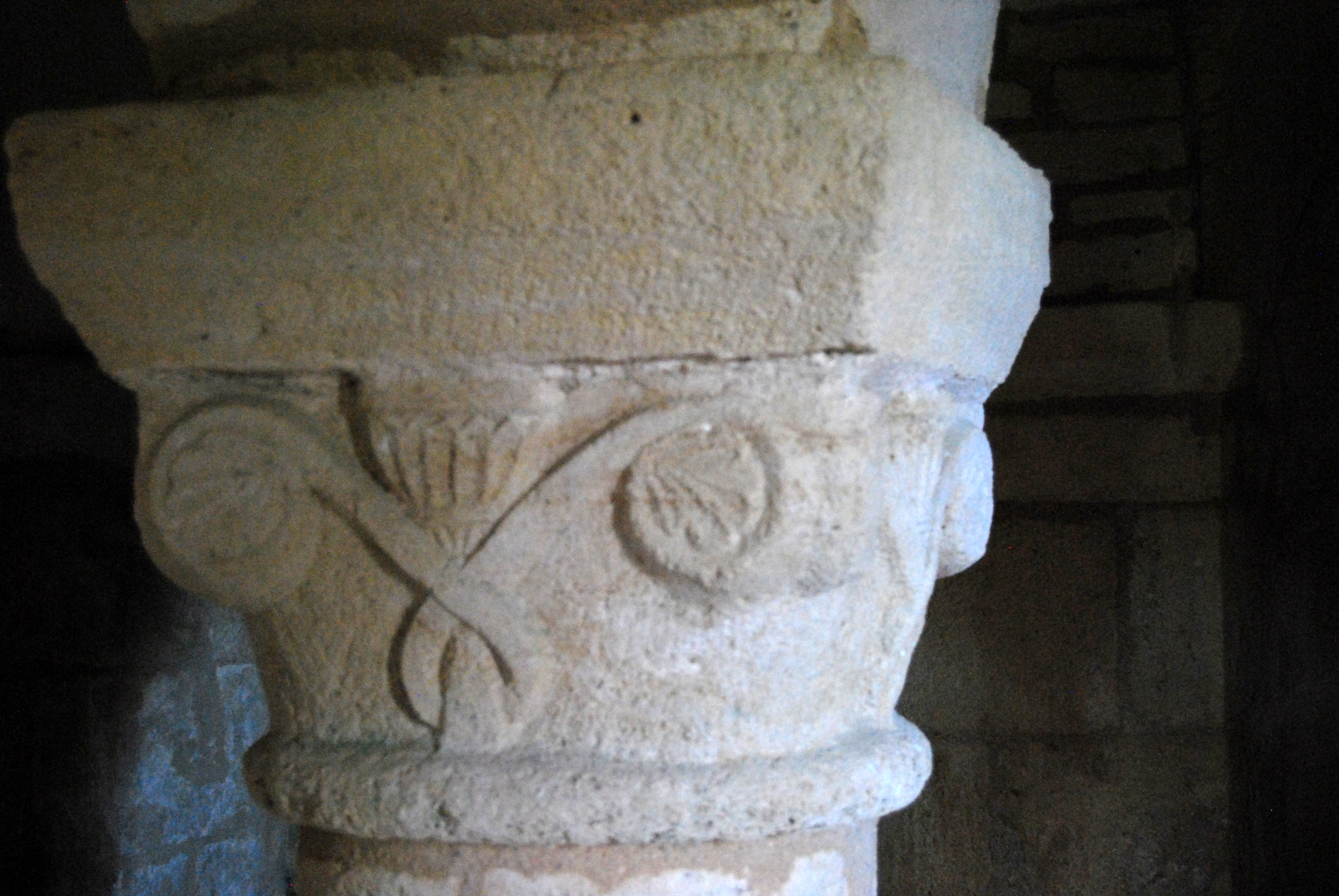
Chapiteau 4 de la crypte
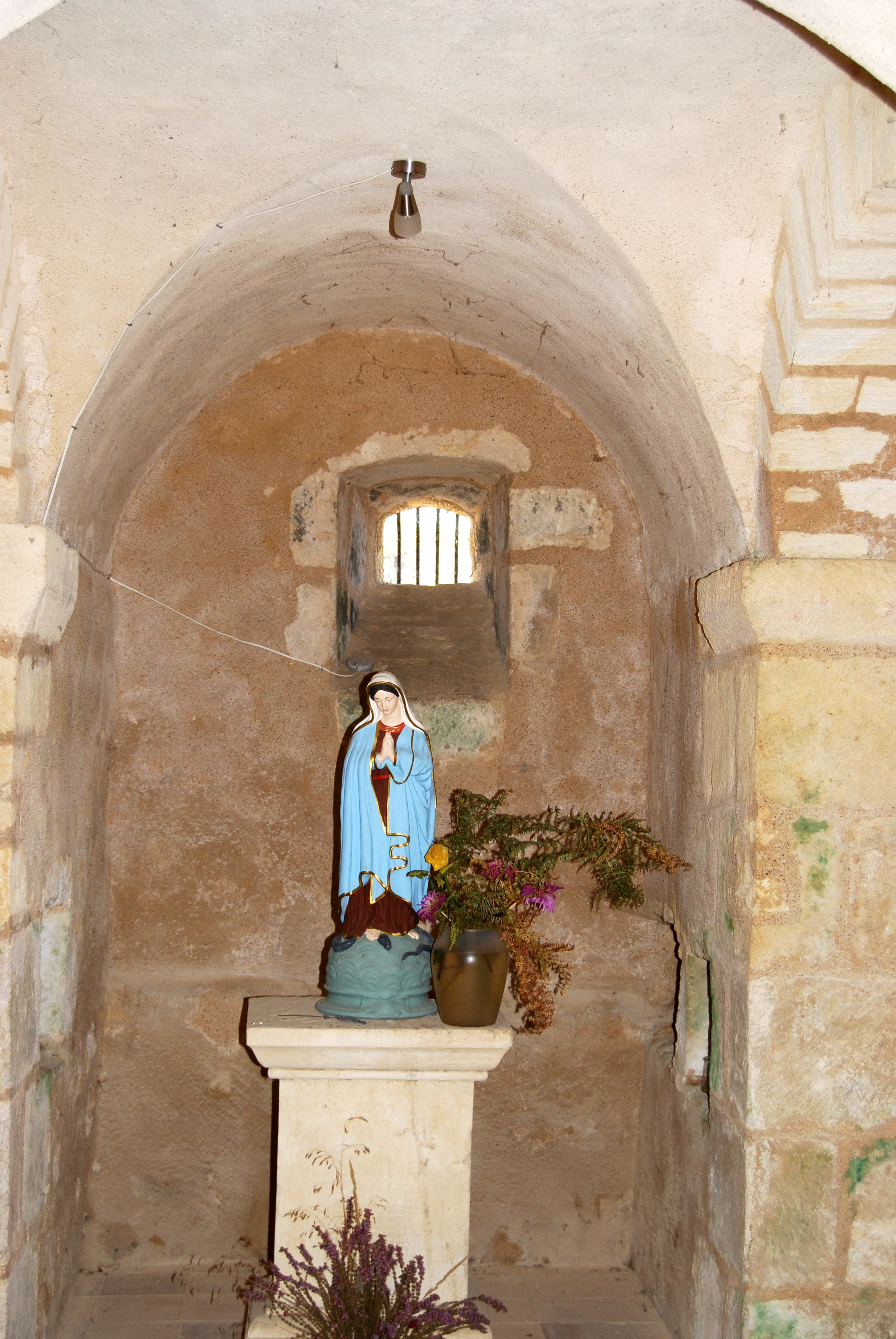
La veyrine

### L'abside
Trois baies en plein-cintre percent le haut de ses murs. Une arcature en plein-cintre la renforce intérieurement. Elle repose sur de fins supports dotés de petits chapiteaux sculptés en méplat, essentiellement végétaux, à l’exception d'une corbeille avec une représentation humaine. Leur réalisation date des dernières décennies du XIe siècle.

### La travée du chœur
Il s'y trouve quatre doubles chapiteaux à corbeilles figurés. Ils datent d'un reconstruction partielle du chevet au XIIe siècle. Leur iconographie s'inspire de celle de l'abbaye de La Sauve-Majeure. Autour de l'autel, l'endroit la plus sacré de l'église, réservé aux clercs, on trouve des monstres et animaux maléfiques. Dans les églises romanes, l'imagerie réservé aux clercs se préoccupait davantage d'édification morale que de doctrine. Les quatre espèces représentées autour de l'autel : basilic, aspic, lion et dragon sont les quatre ennemis traditionnels de Dieu et de l'Homme — « Tu marcheras sur le basilic et l'aspic, tu fouleras aux pieds le lion et le dragon » (psaume 90) —. Ces bêtes ont été sculptées comme avertissement aux clercs qui servaient deux maîtres, approchant Dieu par le calice tout en restant asservis au Démon, métamorphosé en bête maléfique. L'archange saint Michel est là pour apporter l'espoir au pécheur.
Arcade orientale
Chapiteau nord : Hommes, basilics et serpents.
Le chapiteau est très fortement érodé.
Deux basilics tiennent leurs becs affrontés à un minuscule arbre de vie. En arrière-plan, deux visages masculins sucent la queue de ces monstres. Les basilics sont allongés sur les queues de deux serpents entrelacés. La symbolique mise en scène est celle du désir amoureux (libido) et comment il peut naître entre gens du même sexe.
Chapiteau sud : Lion terrifié et ange victorieux
Un lion bi-corporé et androcéphale est aplati sur la première corbeille. Sa queue rentrée est tire-bouchonnée. Sur la deuxième corbeille, il y a un être angélique (archange Michel ?) qui foule aux pieds un dragon qu'il vient de transpercer.
La première corbeille, en relation avec la spirale de la duplicité qui étourdit l'homme faible et velléitaire, est opposée à la deuxième corbeille avec la bénéfique action des anges, prêts à secourir le pécheur repentant.
Arcade occidentale
Cet arc correspond à l'ancien clôture du sanctuaire. Il a été totalement refait en 1854 et ses chapiteaux sont des reproductions des chapiteaux d'origine.
Chapiteau nord : Quatre dragons.
Quatre dragons à crête, de type reptilien, dont deux ont enlacé leurs queues autour d'un quatre-feuilles, dévorent une plante ressemblant à une plante de vie (Hom) chaldéenne.
Chapiteau sud : Dragons buvant au calice.
Quatre autres dragons, de type aviaire, s'abreuvent à trois calices. Leurs queues sont mutuellement enroulées l'une dans l'autre et, entre leurs pattes, il y a des serpents.

### Peintures murales
Sur le doubleau de la voûte, des motifs géométriques de couleur ocre rouge sur fond ocre jaune attestent l'existence d'un décor peint à l'époque romane.
Dans la première moitié du XVIe siècle, le sanctuaire reçoit de nouvelles peintures représentant les quatre évangélistes. Saint Jean écrivant sous la dictée de son symbole, l'aigle, est bien conservé. Coiffé d'un turban rouge, le visage d'un second évangéliste est aussi visible.
On peut penser que ces figures sous arcades complétaient le programme iconographique d'un retable. Sur les voûtes, il y a des traces de peintures : le soleil, la lune et un mandorle…

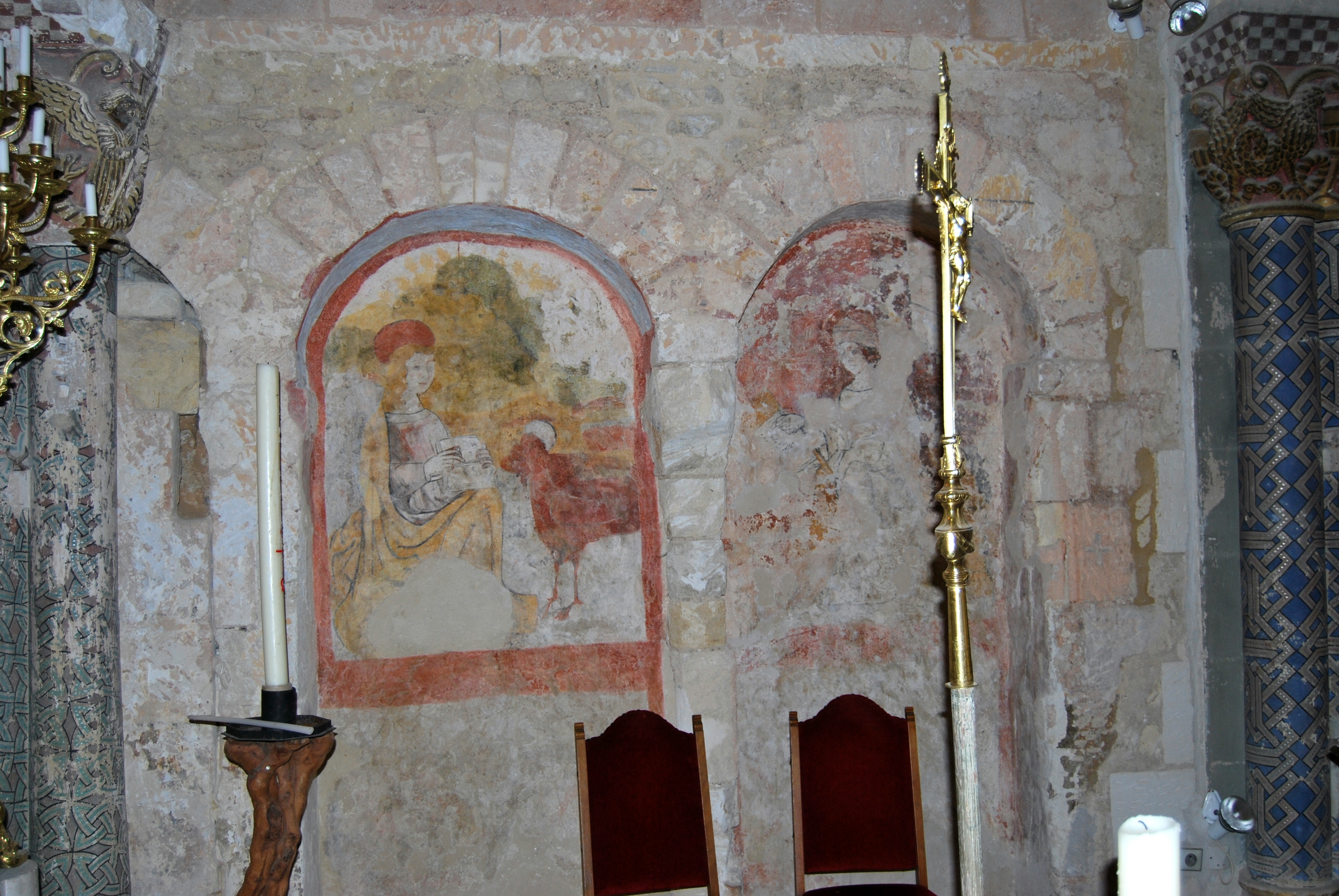
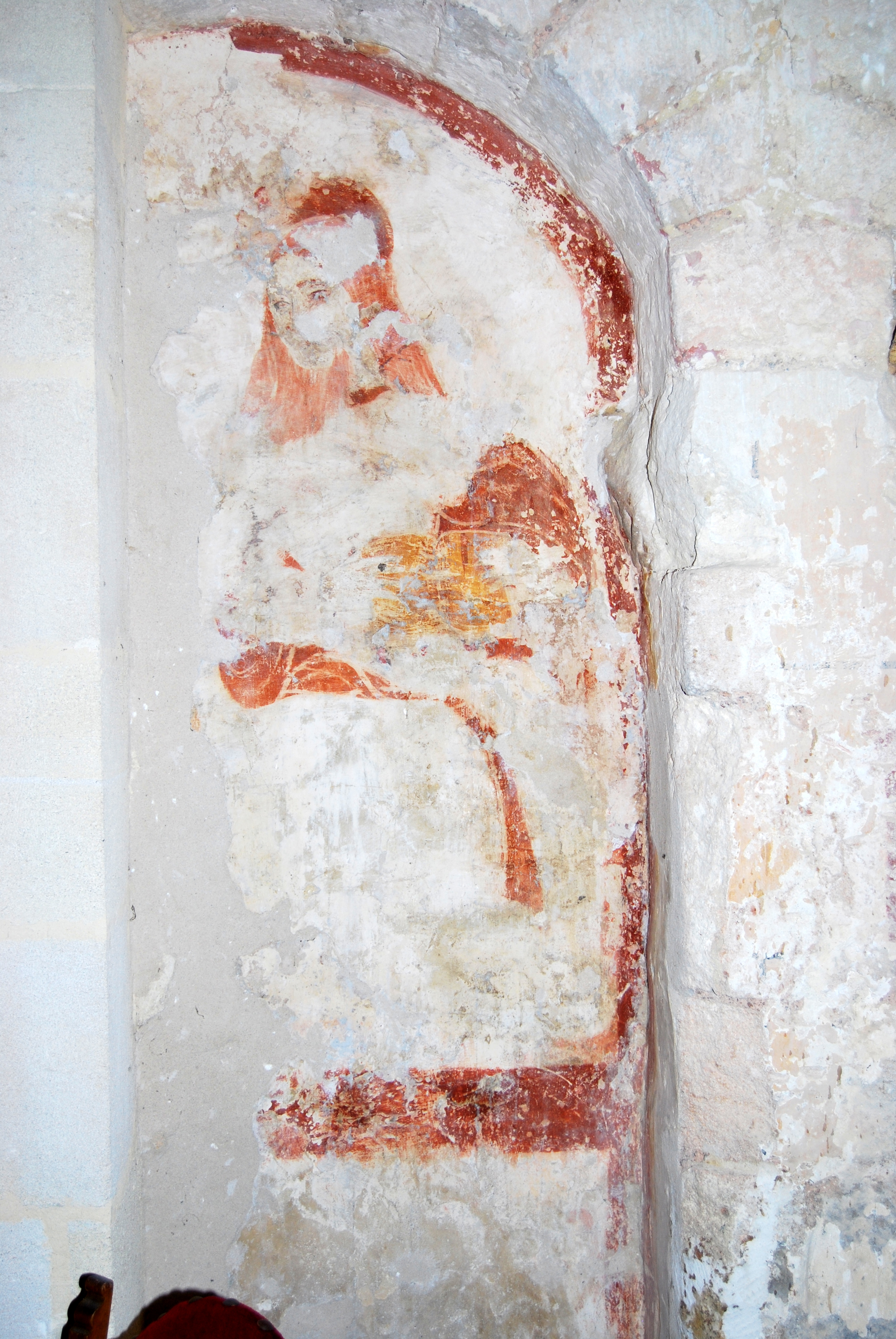

### Les vitraux
Les vitraux sont réalisés en 1880 par François Fialeix, signés dans les ajours du maître-verrier à Mayet .

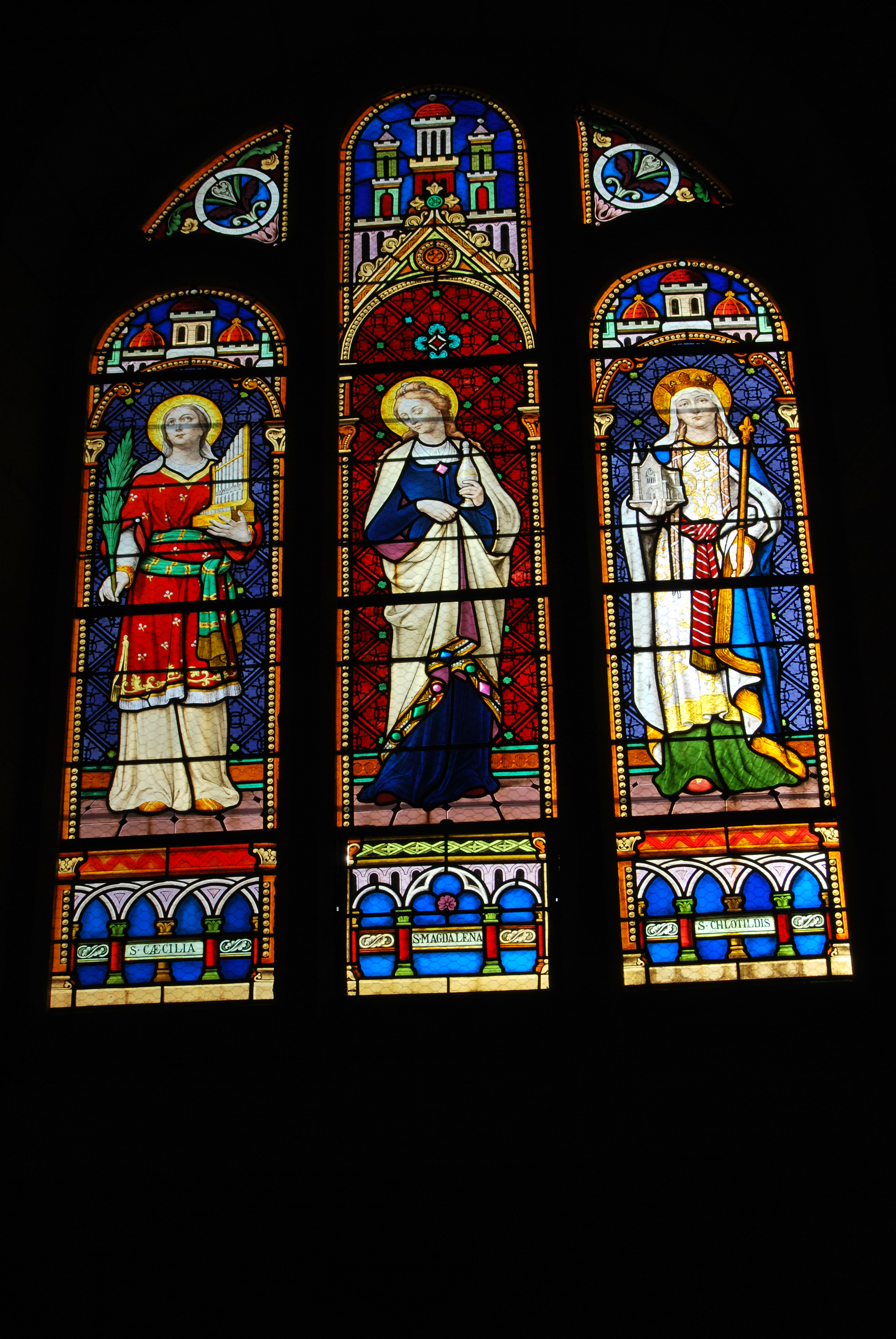
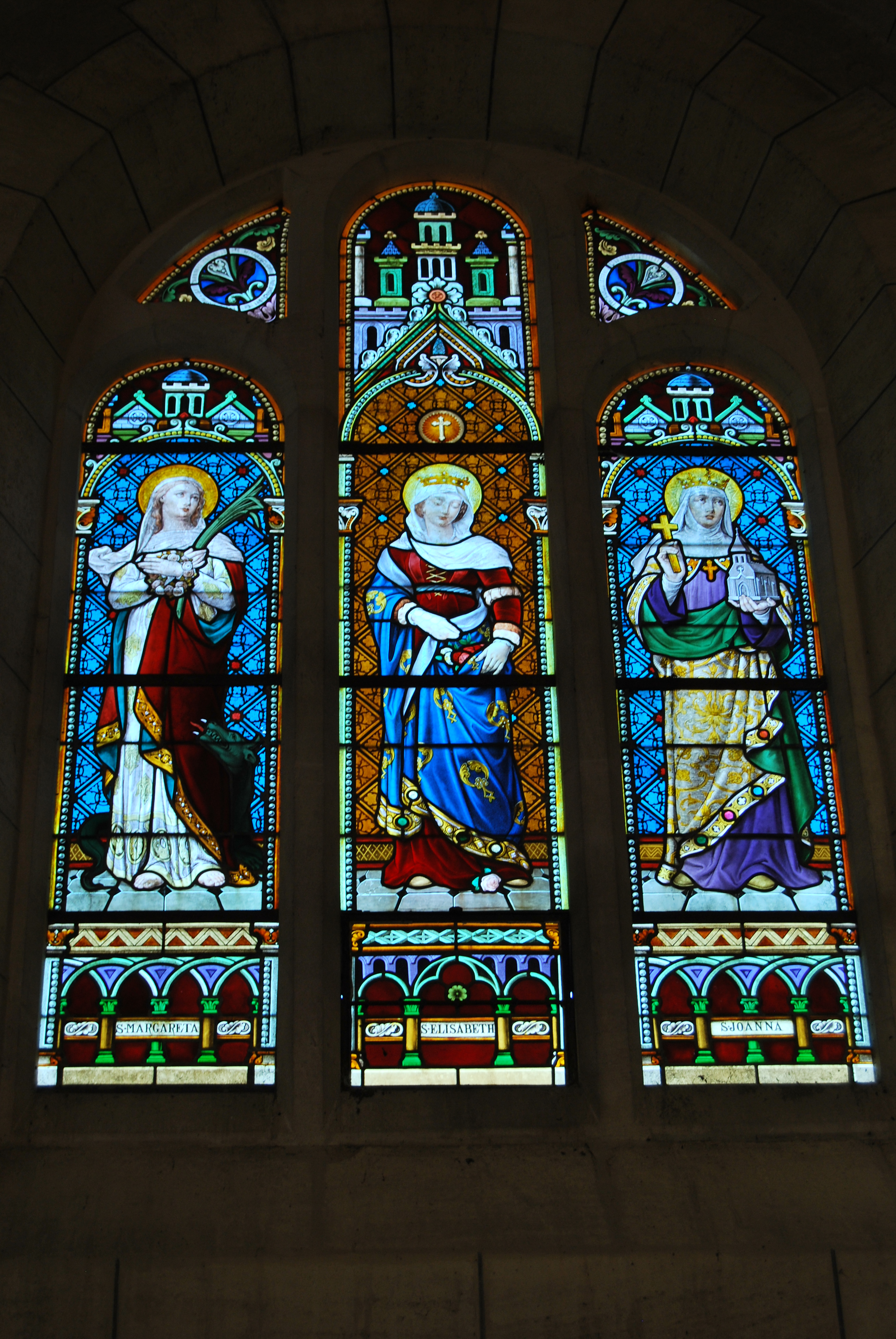
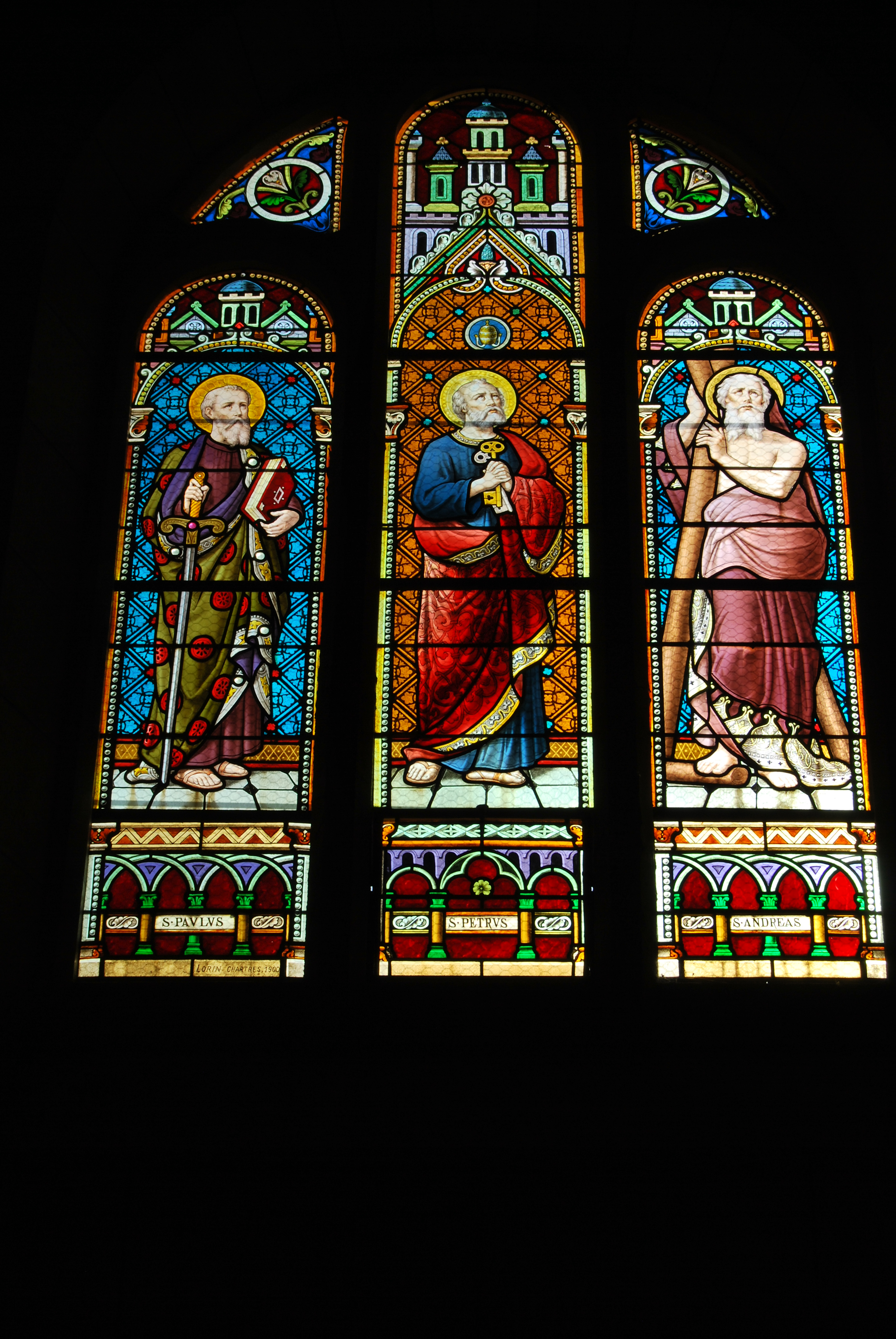
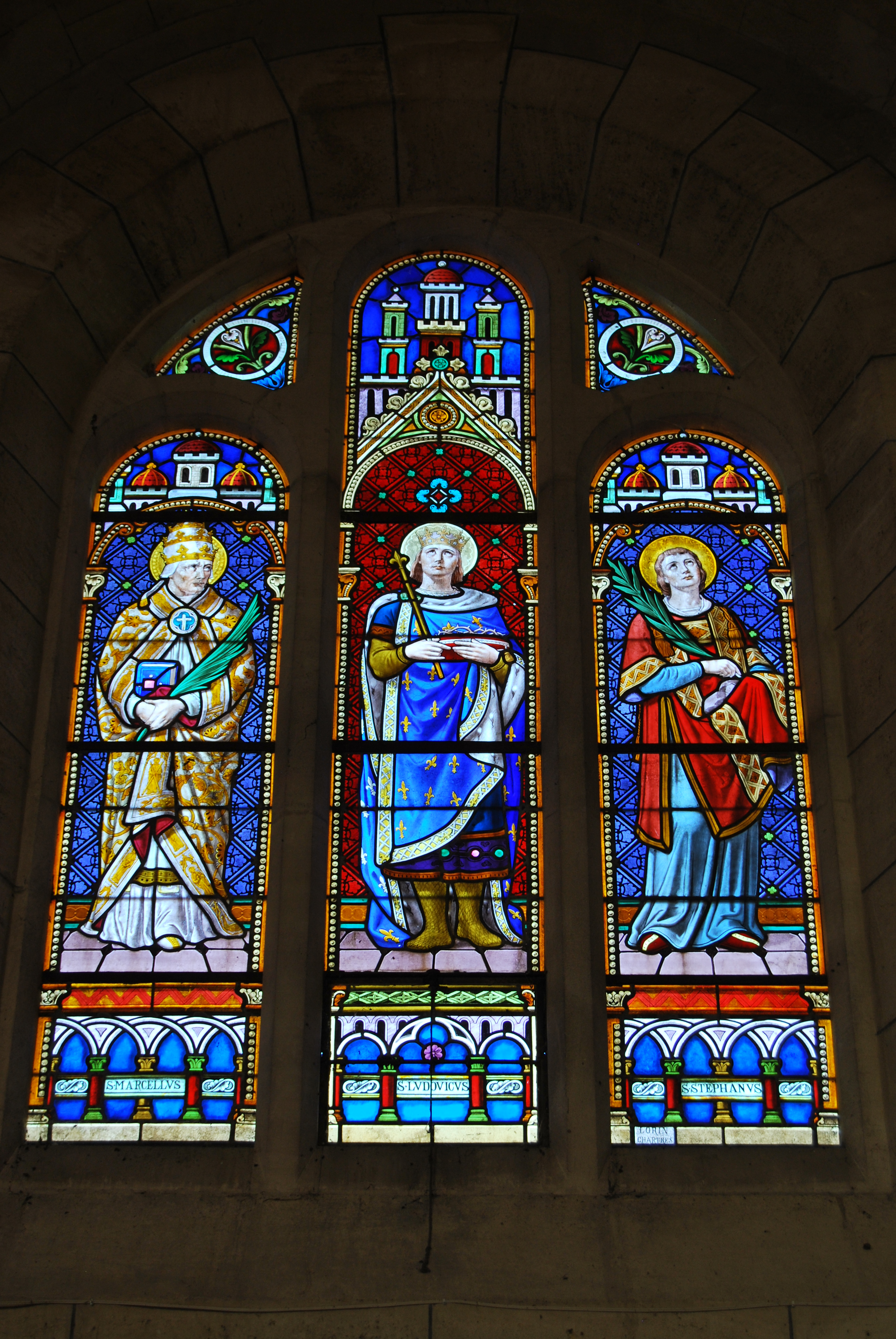
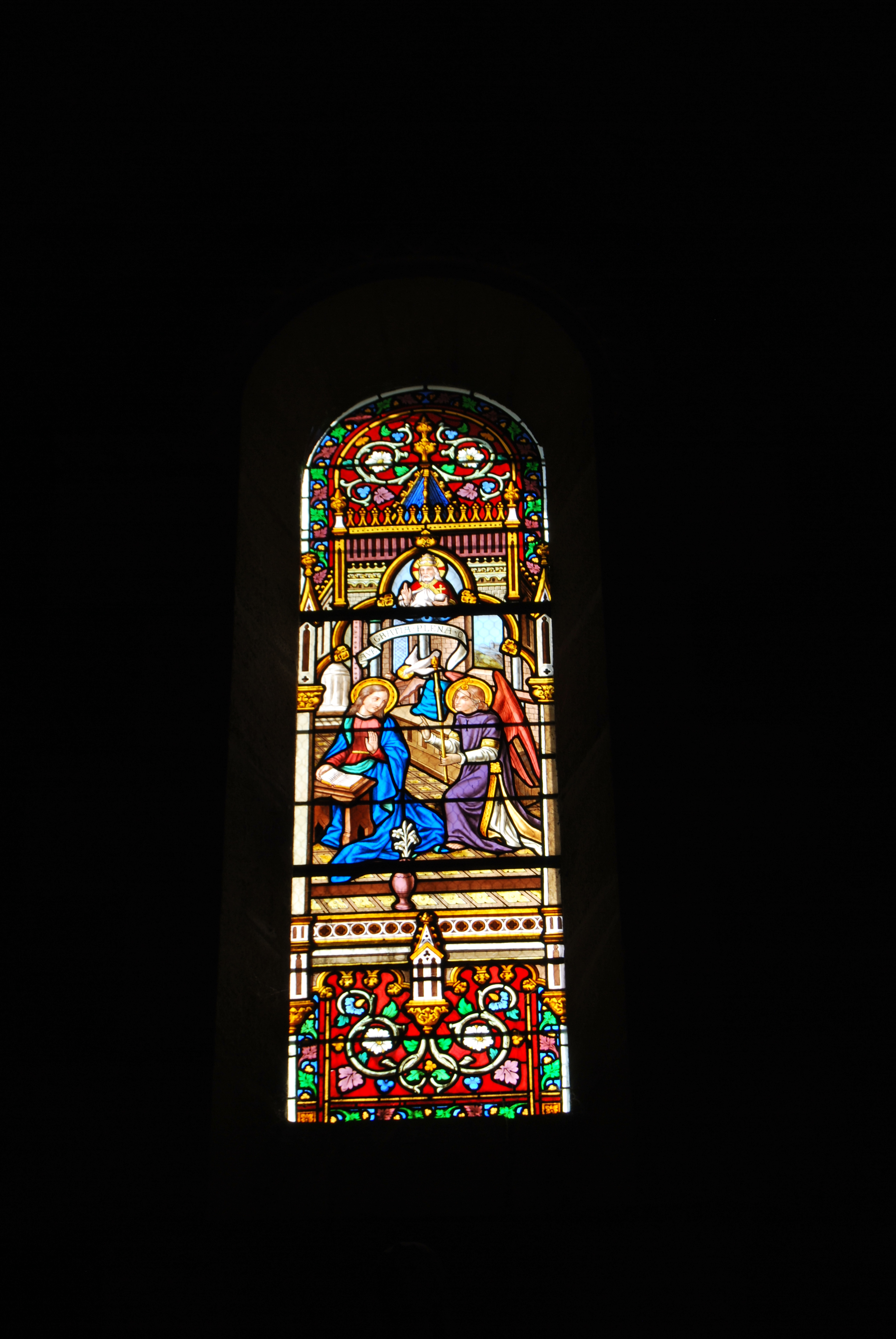
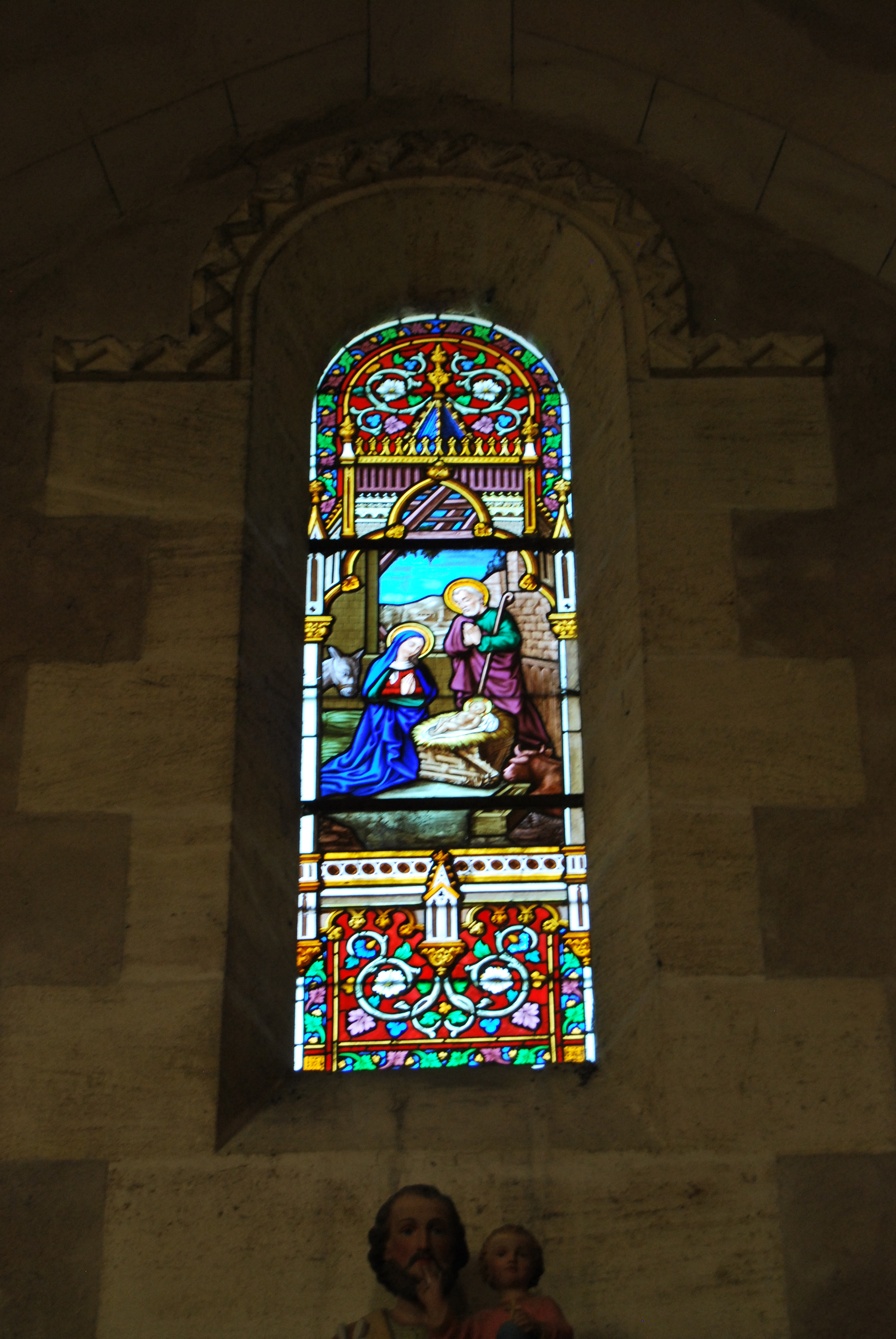

Il y a également trois vitraux modernes, qui datent du XXe siècle. Ils sont l’œuvre de Raymond Mirande, poète, philosophe, émailleur, vitrailliste et mosaïste.

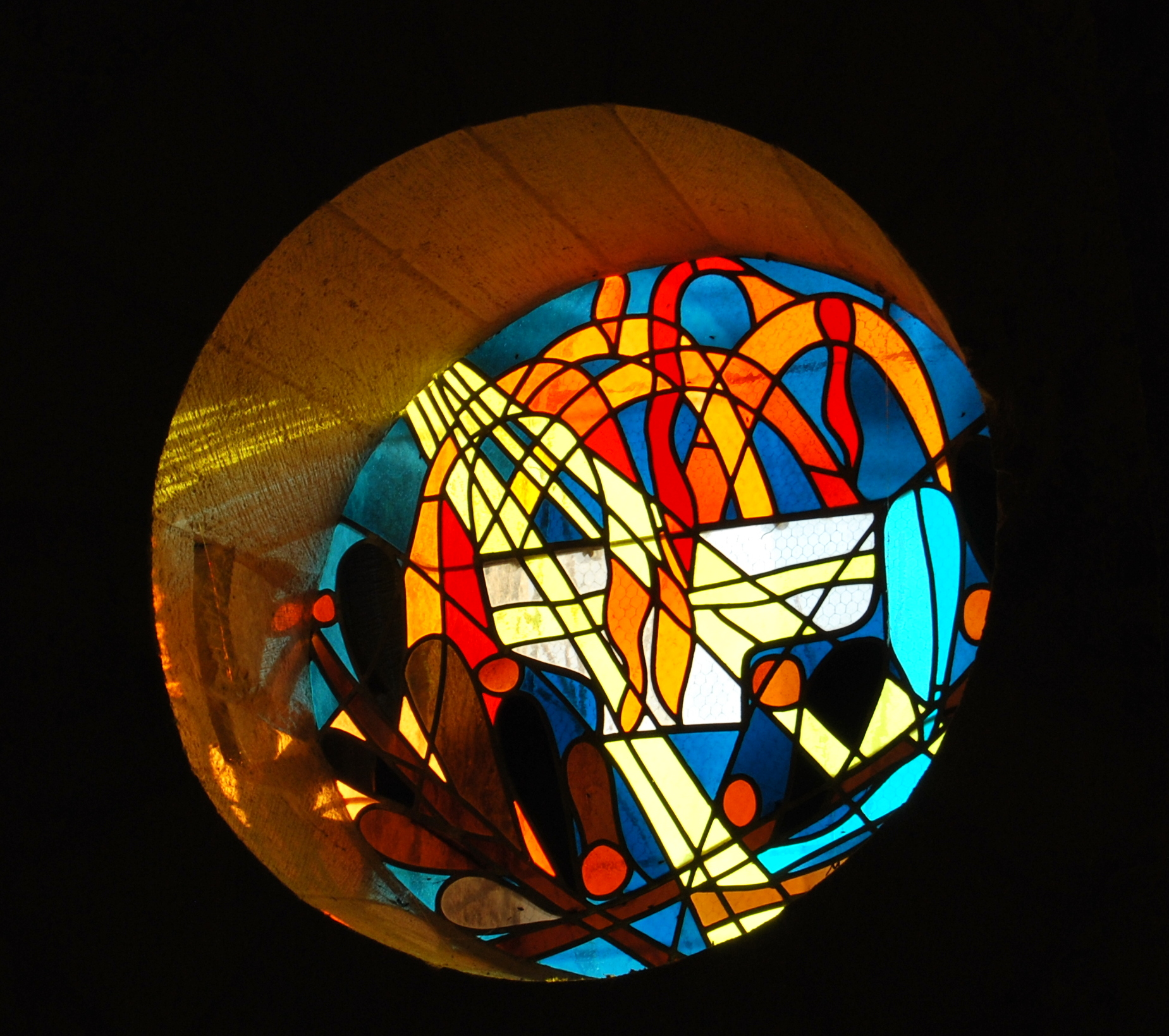
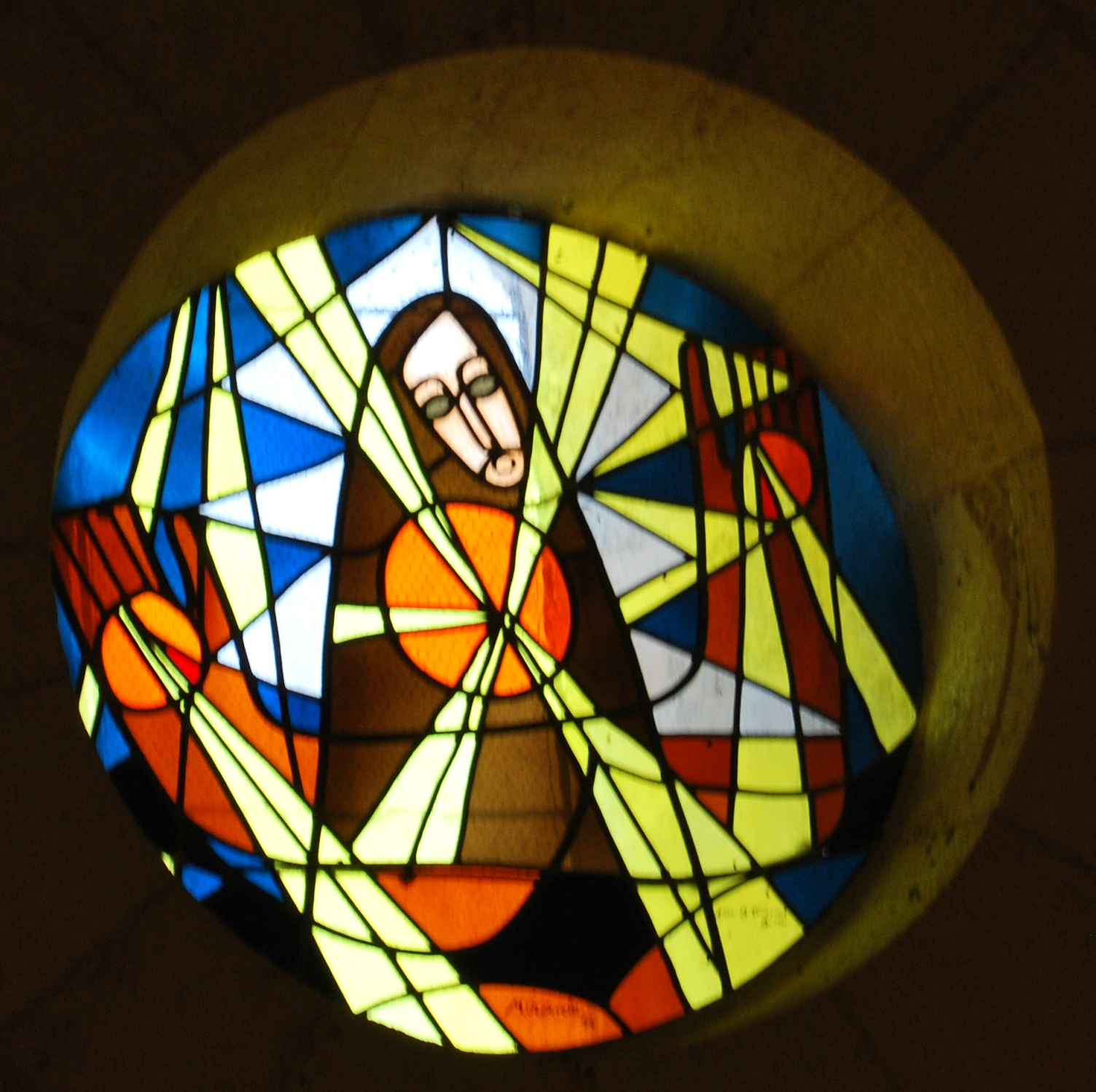
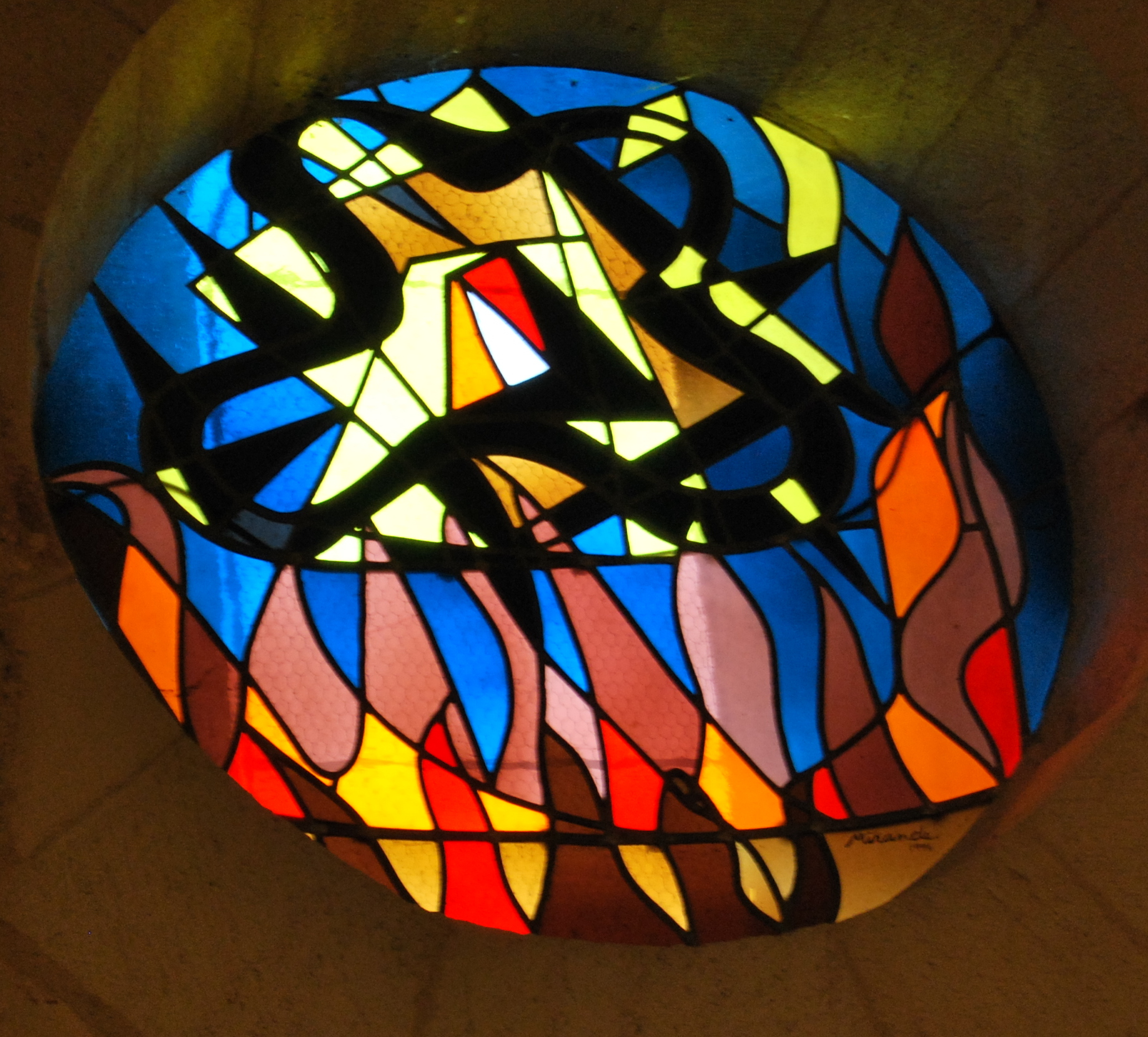

### Le mobilier
- Un tableau représentant Ecce Homo, huile sur toile du XVIIe siècle, est classé au titre objet des monuments historiques[4].
- Trois autels en marbre avec figures peintes ou en bas-relief.
- Une chaire
- Fonts baptismaux du XIXe siècle

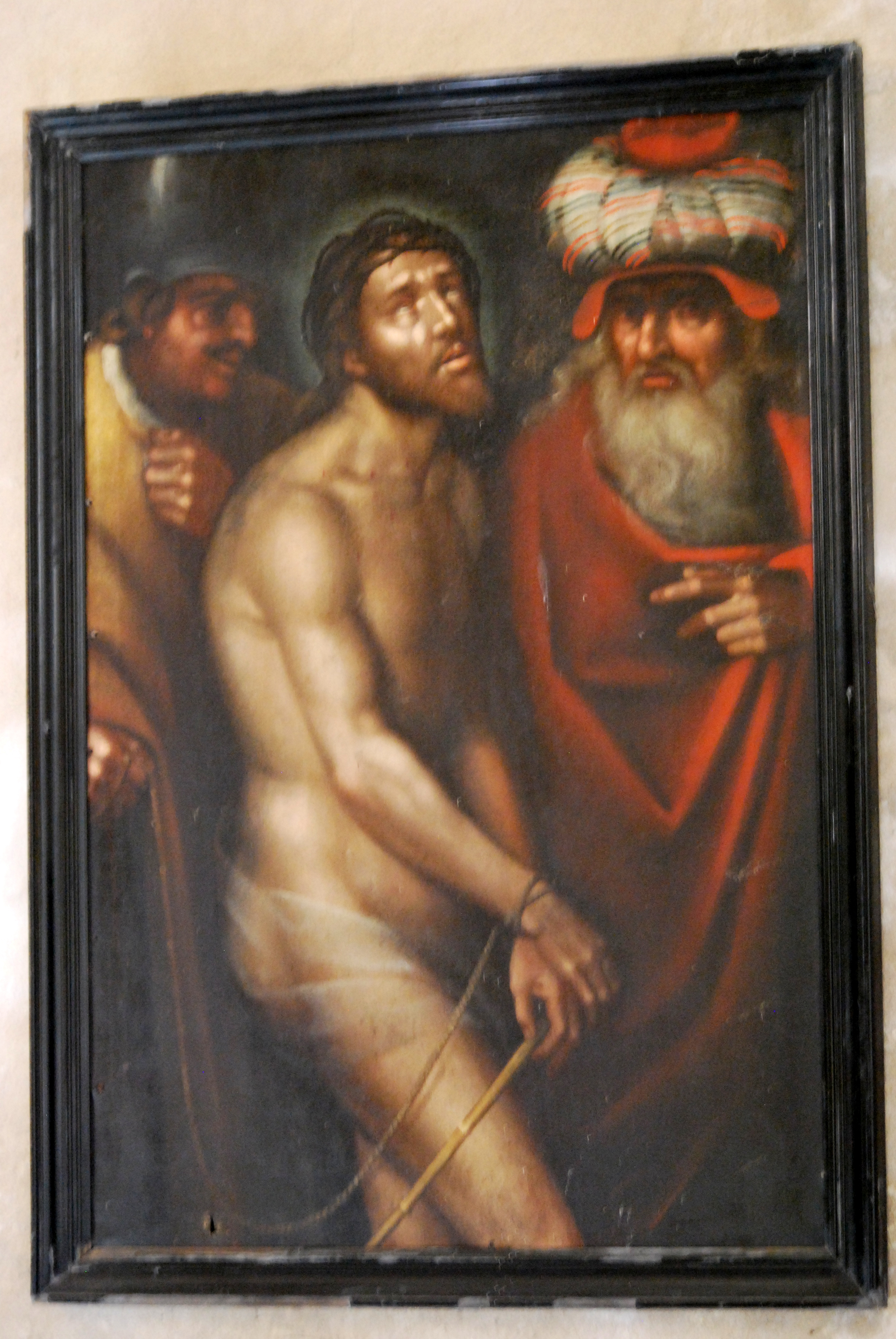
Ecce Homo
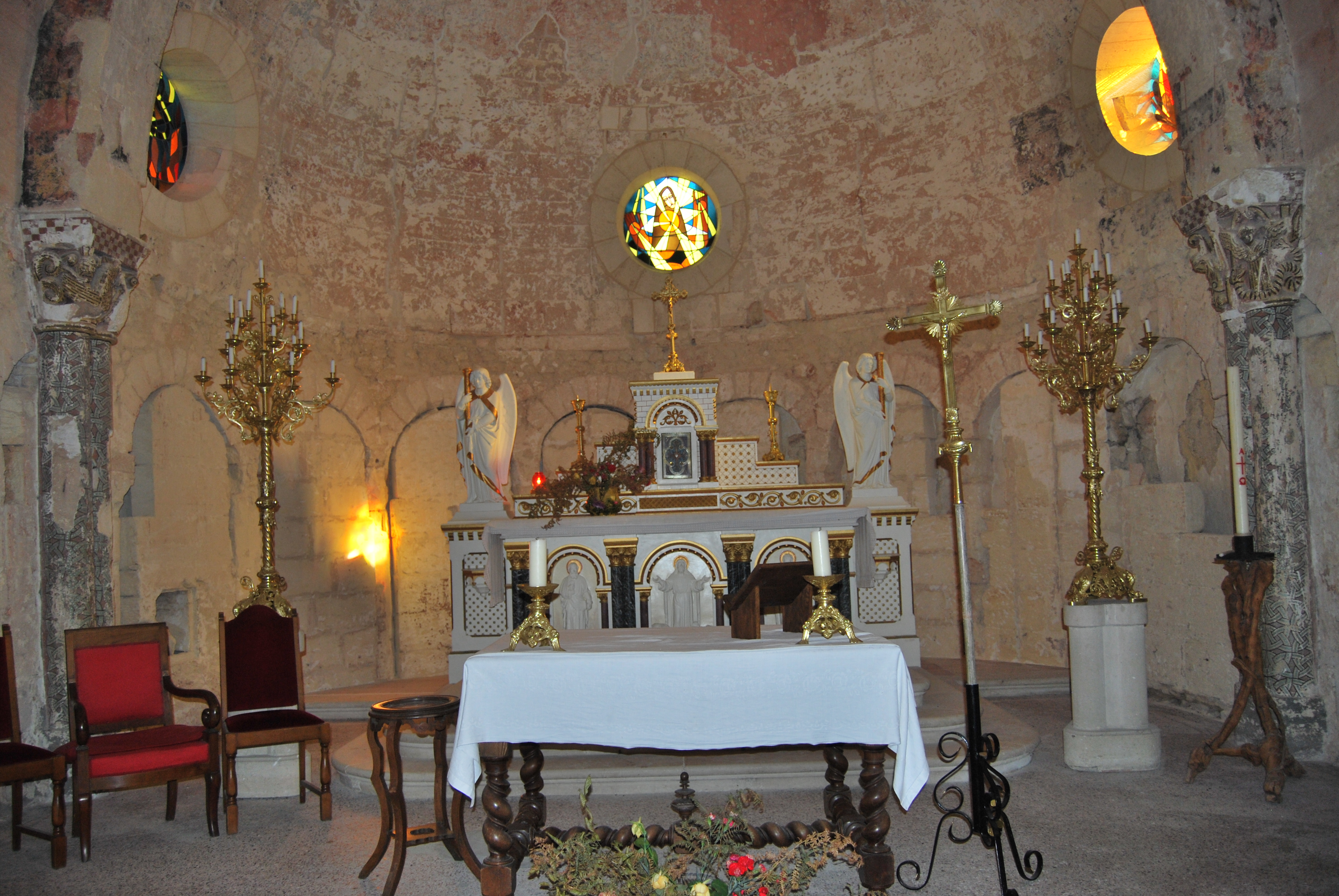
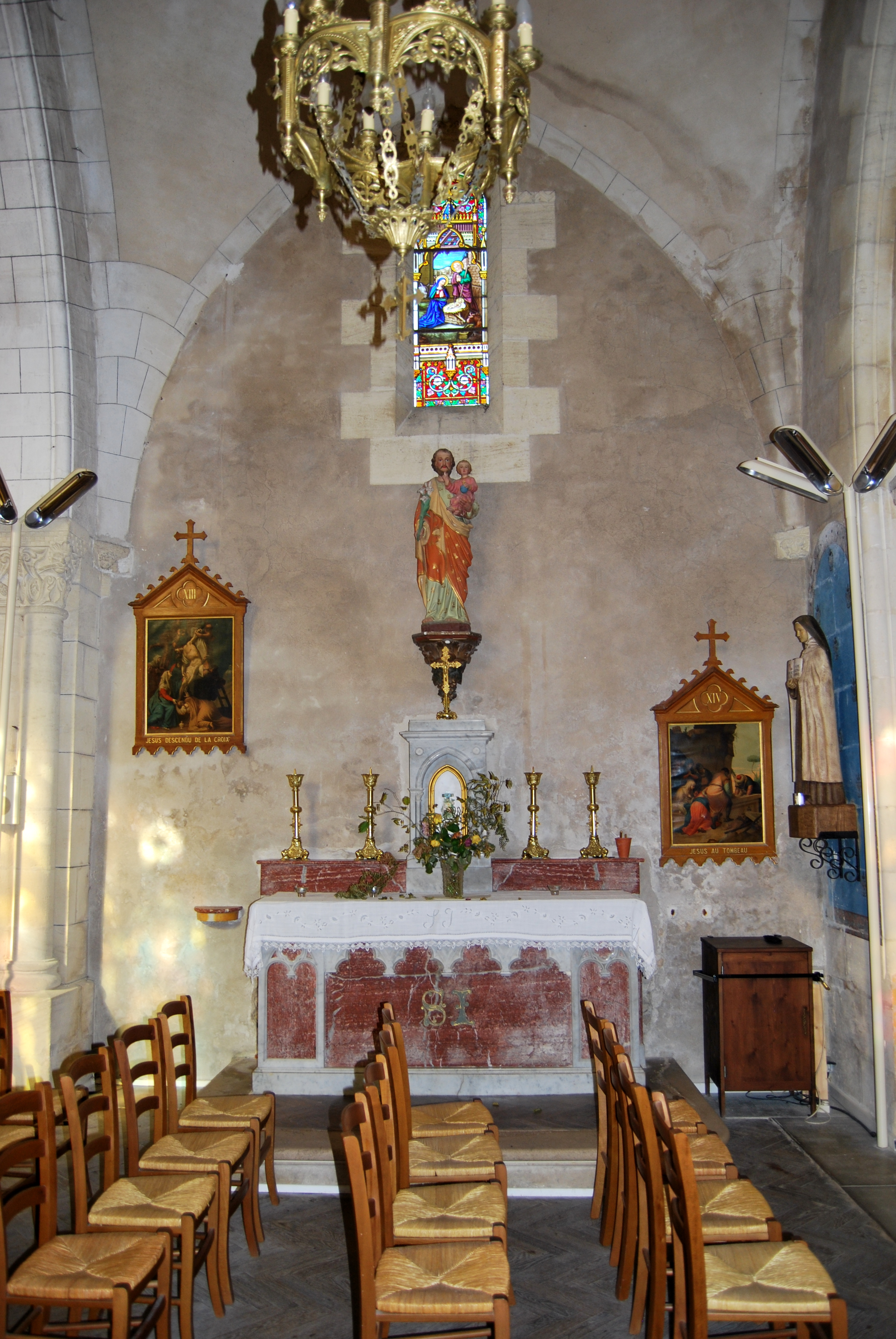
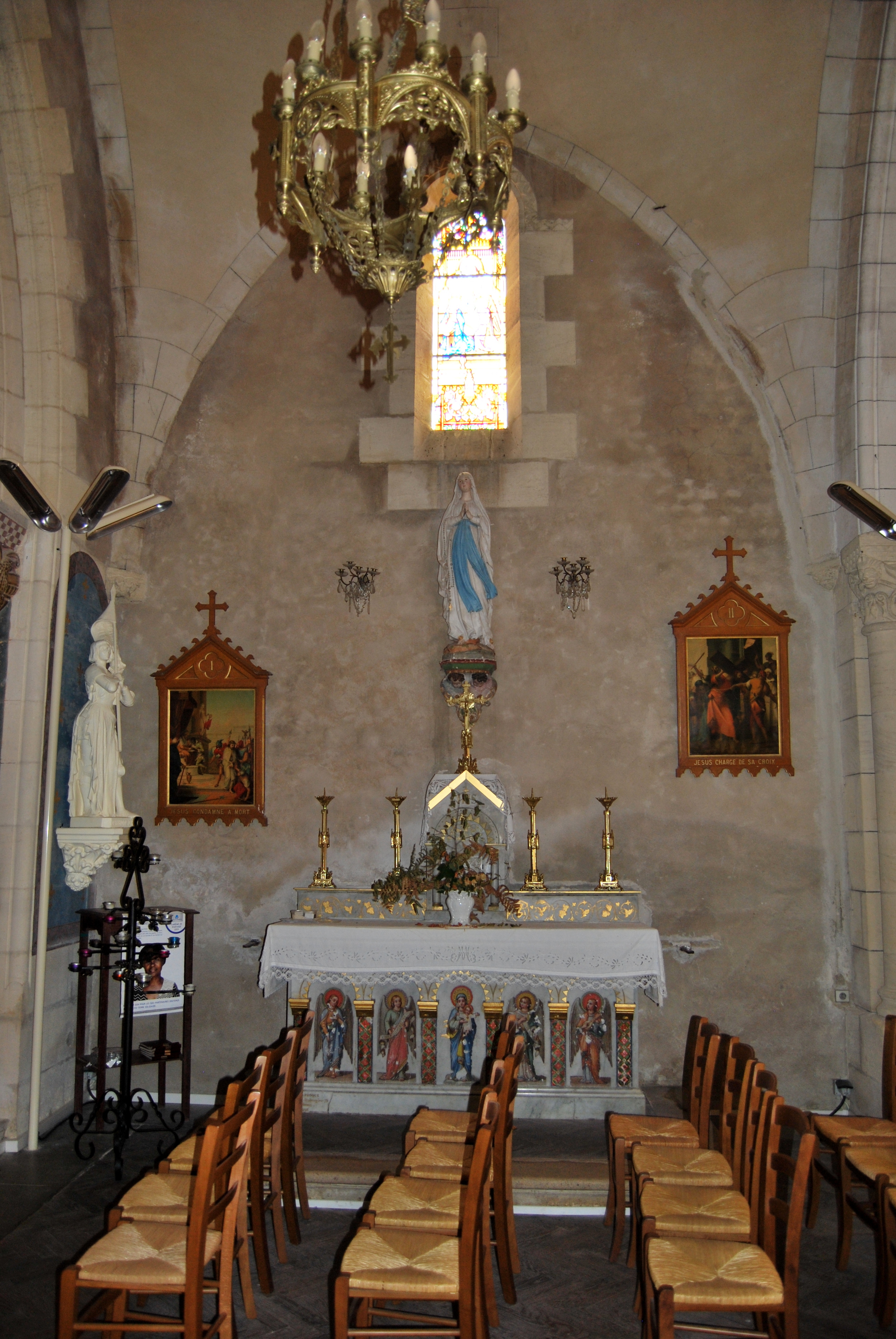
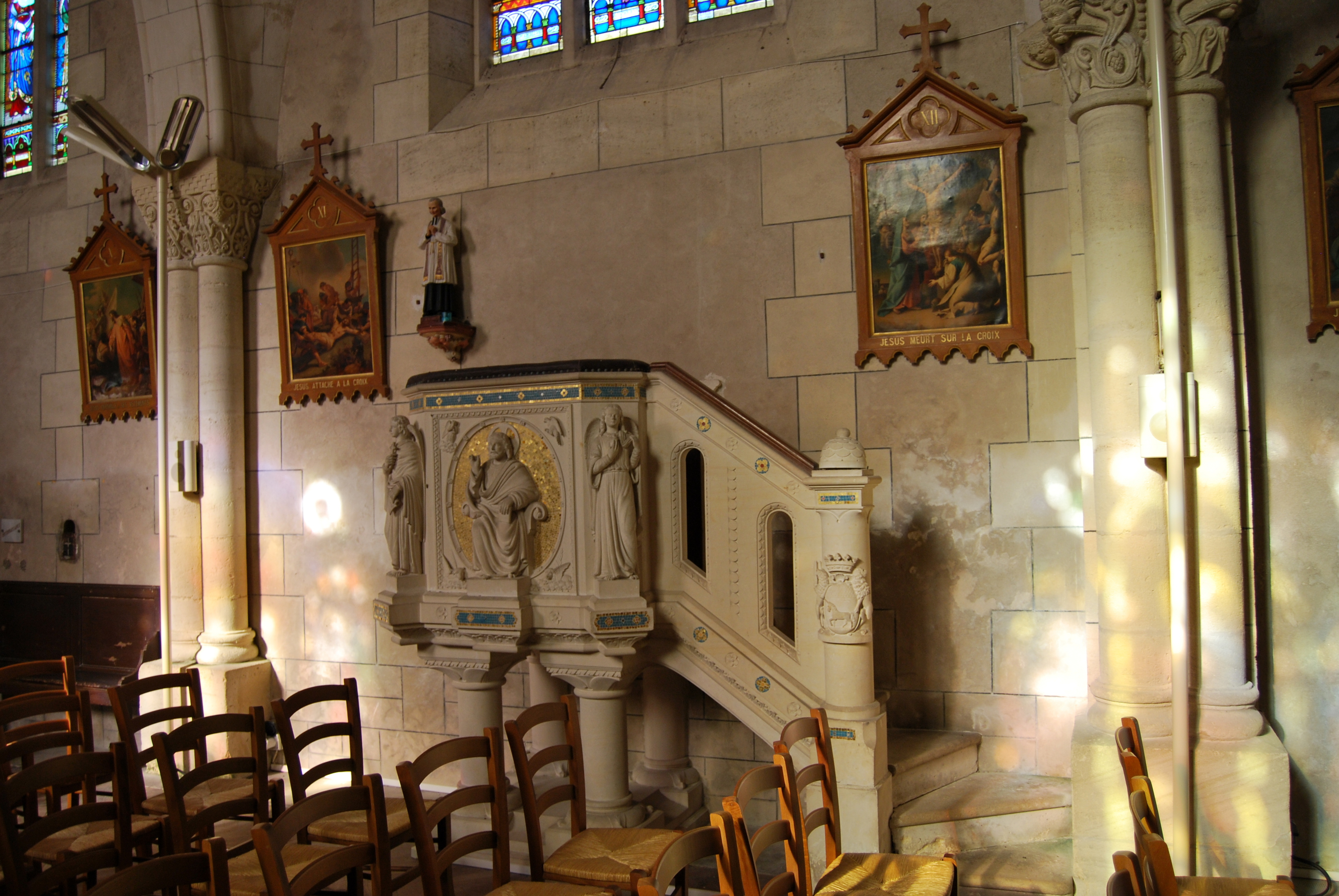
La chaire
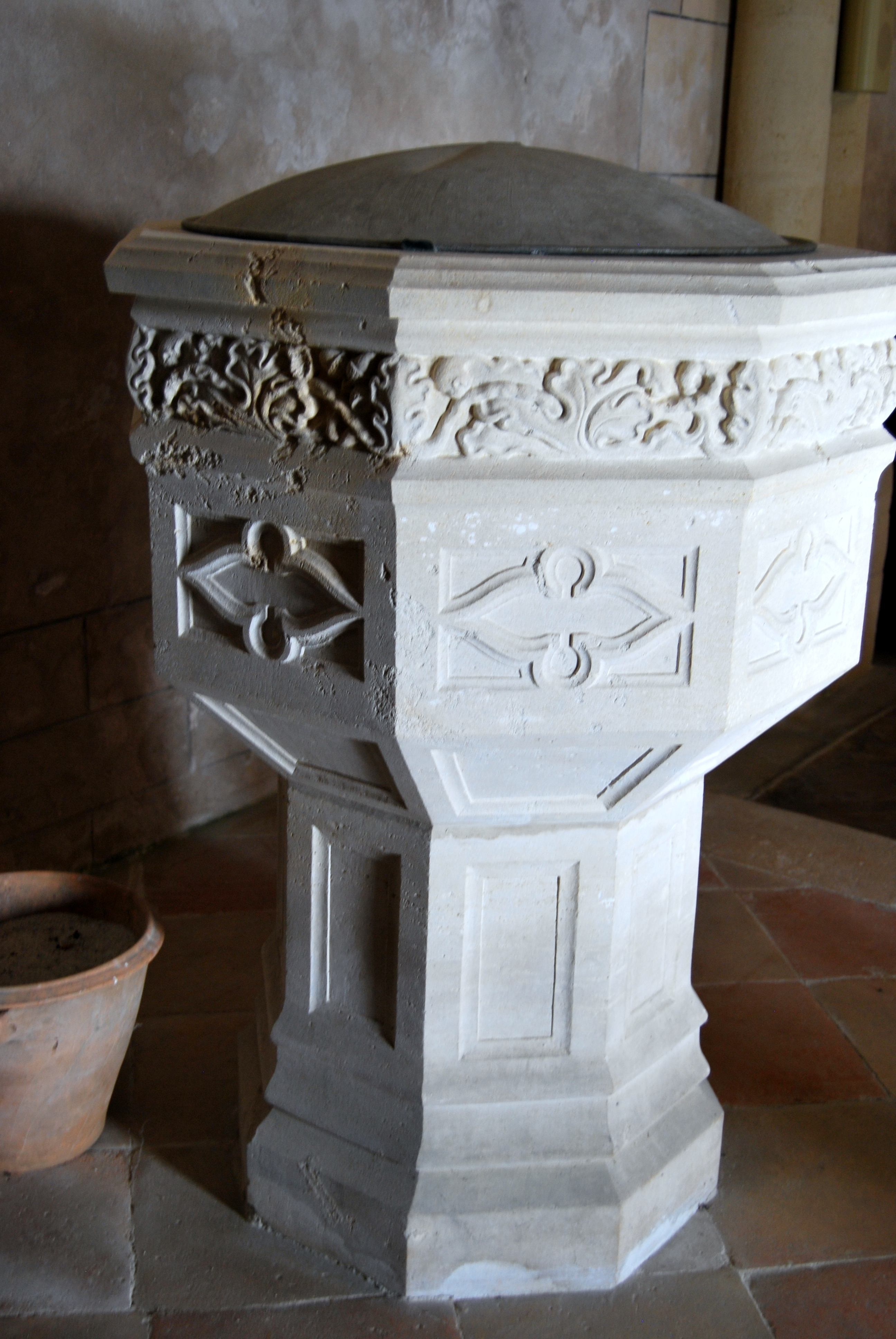
Fonts baptismaux